# 一色持信
一色 持信（いっしき もちのぶ）は、室町時代の武将、歌人。

## 概要
生年は次兄・義貫 (義範)の生まれた応永7年（1400年）以後。また、元服時には長兄の持範と同様、第4代将軍・足利義持より偏諱（「持」の字）を受けて持信と名乗っている。
義持の弟である第6代将軍・義教からは気に入られていたようで、その寵臣として御供衆を務めており、子の教親も義教より1字を受けて重用された。永享2年（1430年）、病のため剃髪、出家した。同年6月21日に近江国竹生島宝厳寺に雷雲蒔絵鼓胴を奉納している。病平癒を祈願してのことか。
永享3年（1431年）9月、義教から近江国高島郡内新荘地頭職を充て行われている。永享4年（1432年）9月の義教の富士遊覧にも随行。この旅の途中、三河国矢作へ宿泊した義教の許へ伺候しなかった同国在住の奉公衆中条詮秀は、翌月、所領高橋荘（豊田市）を召し上げの上、自害を命じられたが、高橋荘は持信と吉良義尚に分給された。同年11月には小侍所別当に任じられた。永享6年（1434年）4月21日没。
持信は一流の歌人でもあり、歌は『新続古今和歌集』に収められている。
前述のように、持信・教親父子は義教に重用され、逆に義教の折り合いの悪かった次兄の義貫は永享12年5月15日（1440年6月14日）に謀殺されている。翌日に義貫邸を襲撃・放火した教親は義教より丹後一色家の家督を継ぐことを許されたが、結果として一色氏全体としての領国は縮小し、やがて衰退していくこととなる。